# 9594 Garstang
9594 Garstang è un asteroide della fascia principale. Scoperto nel 1991, presenta un'orbita caratterizzata da un semiasse maggiore pari a 2,2380131 UA e da un'eccentricità di 0,0948010, inclinata di 3,90929° rispetto all'eclittica.
L'asteroide è dedicato all'astronomo Roy Henry Garstang.